# جورج نيكولاس
جورج نيكولاس (بالإنجليزية: George Nicholas)‏ (19 ديسمبر 1992 بواتفورد في المملكة المتحدة - ) هو لاعب كرة قدم بريطاني في مركز الوسط. لعب مع نادي ليويس ونوتس كاونتي ونادي نورثوود لكرة القدم ونادي ويلدستون لكرة القدم.

## وصلات خارجية
- جورج نيكولاس على موقع قاعدة بيانات كرة القدم.إي يو (الإنجليزية)
- جورج نيكولاس على موقع Soccerbase.com (لاعب) (الإنجليزية)